# Разведка (телесериал)
«Разведка» (англ. Intelligence) — остросюжетный канадский телевизионный сериал. Транслировался на телеканале CBC с 10 октября 2006 года по 10 декабря 2007 года. 7 марта 2008 канал объявил о завершении сериала.

## Сюжет
Главные герои сериала — Джимми Реардон (Трейси), главарь одной из преступных группировок Ванкувера, и Мэри Сполдинг (Скотт), директор отдела по борьбе с организованной преступностью г. Ванкувера (OCU), которая предложила Реардону иммунитет от судебного преследования в обмен на его помощь в роли полицейского осведомителя. Тед Альтман (Мэтт Фрюер), помощник директора OCU, с помощью интриг всячески стремится помешать продвижению Мэри Сполдинг по карьерной лестнице. Джимми Реардону помогает его адвокат Фил Кумбс (Шейн Майер) и Рони Дельмонико (Джон Кассини) — деловой партнер Реардона и его доверенное лицо

## В ролях

### Основные персонажи
- Джимми Реардон (Иэн Трейси) — главный герой, главарь преступного нарко-синдиката Ванкувера. Джим владеет и законным бизнесом, в том числе транспортной компанией, судоходной компанией, а также лесопилкой. Помимо всего прочего, Джим является семейным человеком и очень хорошим отцом Стеллы. Имеет уравновешенный, спокойный и мягкий характер, но ещё он довольно жёсткая личность. Тот факт, что он является осведомителем полиции, сильно задевает его самолюбие.
- Мэри Сполдинг (Клеа Скотт) — главный женский персонаж, директор отдела по борьбе с организованной преступностью Ванкувера. Сделала Джима доносчиком полиции. Мэри, дочь бывшего офицера военной разведки, судя по всему является эгоистичным и честолюбивым человеком. Её желание подняться вверх по карьерной лестнице может заставить ее злоупотребить своими служебными полномочиями. Мэри изменяет муж, а завести какие-либо отношения мешает работа.
- Тед Алтман (Мэтт Фрюер) — помощник директора Сполдинг, постоянно ставит ей палки в колёса. Алкоголик.Внешне он обаятелен, но может быть столь же безжалостным как и Реардон.
- Ронни Дельмонико (Джон Кассини) — деловой партнёр Джима, владелец стрип-клуба "Chick-a-Dee" (который достался ему в наследство от отца). Умный, элегантный, общительный и прагматичный, хотя время от времени бывает нерешительным. Занимается распределением поставок марихуаны. Прирожденный бабник, Ронни был женат и развелся, по крайней мере, один раз. Встречается со стриптизёршей из своего клуба, также являющейся матерью ещё не родившегося ребёнка Ронни.
- Детектив Рене Дежарден (Майкл Эклунд) — полицейский из Департамента по борьбе с наркотиками, "крот" Джима. Тихий и нервный человек, Рене не совсем порядочный гражданин. Он больше времени проводит, работая на Джима, чем занимаясь своими прямыми обязанностями в полиции. Рене, как правило, надо подтолкнуть, чтобы он выдал необходимую информацию. Реардон платит ему за работу наличными и билетами на хоккей, который так любит продажный коп.
- Фрэнсин Реардон (Камилль Салливан) — ревнивая бывшая жена Джима, которая пытается всякими способами вернуть мужа, часто используя при этом дочь Стеллу, которая после развода осталась жить с матерью. Наркоманка, сидит на героине.
- Фил Кумбс (Шейн Майер) — адвокат семьи Реардона. Молодой, элегантный и чрезвычайно талантливый юрист, доверенное лицо Джима.

### Второстепенные и эпизодические персонажи
- Джулианна Везна (Паскаль Хаттон) — иммигрантка из Украины, завербованная Мэри Сполдинг в качестве информатора. Хочет, чтобы её матери и сестре из Одессы разрешили переехать в Канаду.
- Пит (Патрик Галлахер)
- Катарина Уайгел (Она Грауэр) — появляется в пилотном эпизоде.
- Тина (Лорен Ли Смит) — танцовщица, работает в стрип-клубе "Chick-a-Dee". Сценический псевдоним - "Сапфир".
- Сэм (Дэррен Шахлави)

## Трансляции в России
Транслировался по телеканалу Hallmark в 2007 году.